# Соймога
Соймога — река в России, протекает по Архангельской области. Устье реки находится в 14 км по левому берегу реки Лахома. Длина реки составляет 73 км. В 52 км от устья по левому берегу реки впадает река Большая Дарьица.

## Данные водного реестра
По данным государственного водного реестра России относится к Двинско-Печорскому бассейновому округу, водохозяйственный участок реки — Северная Двина от впадения реки Вычегда до впадения реки Вага, речной подбассейн реки — Северная Двина ниже места слияния Вычегды и Малой Северной Двины. Речной бассейн реки — Северная Двина.
Код объекта в государственном водном реестре — 03020300112103000026299.